# Amratian
Het Amratian, ook wel Naqada I genoemd, was een archeologische cultuur uit de kopertijd in Opper-Egypte. Ze duurde ongeveer van 4000 tot 3500 v.Chr. 

## Overzicht
Het Amratian is vernoemd naar de archeologische vindplaats El-Amrah, die rond 120 km ten zuiden van Badari in Opper-Egypte ligt. El-Amrah was de eerste site waar deze cultuurgroep werd aangetroffen zonder vermenging met de latere Gerzehcultuur (Naqada II). De periode is echter beter gedocumenteerd op de Naqada-site, en wordt daarom ook wel de Naqada I-cultuur genoemd. Black-topped pottery werd nog steeds geproduceerd, maar ook wit kruislijnaardewerk, een type dat is versierd met dicht op elkaar staande witte lijnen die worden gekruist door een ander stel dicht op elkaar staande witte lijnen, wordt in deze periode geproduceerd. 
Opgegraven voorwerpen bewijzen dat er in deze periode handel plaatsvond tussen de dragers van het Amratian in Opper-Egypte en de bevolking van Neder-Egypte. Bij El-Amrah is een stenen vaas uit het noorden gevonden. De voorafgaande Badaricultuur had al ontdekt dat malachiet verhit kon worden tot koperen kralen; de Amratiërs gaven dit metaal vorm door middel van chippen. Obsidiaan en een zeer kleine hoeveelheid goud werden in deze tijd uit Nubië geïmporteerd. Er was waarschijnlijk ook handel met de Westelijke Oases. Cederhout werd geïmporteerd uit Byblos, marmer uit Paros en amaril uit Naxos. 
Ook nieuwe innovaties zoals gebouwen uit leemsteen, waar de latere Gerzehcultuur bekend om staat, begonnen in deze periode te verschijnen, wat getuigt van culturele continuïteit. Ze bereikten echter lang niet zo'n wijdverbreid gebruik als in latere tijden. Daarnaast lijken in deze periode ovale en diervormige cosmetische paletten te worden gebruikt. Het vakmanschap was echter nog rudimentair, en de reliëfkunstwerken waar ze later bekend om stonden zijn nog niet aanwezig. 
Elk Amratiaans dorp had een dierengod. Er werden amuletten gedragen van mensen en verschillende dieren, waaronder vogels en vissen. Voedsel, wapens, beeldjes, decoraties, malachiet en af en toe honden werden samen met de overledene begraven. 

## Artefacten

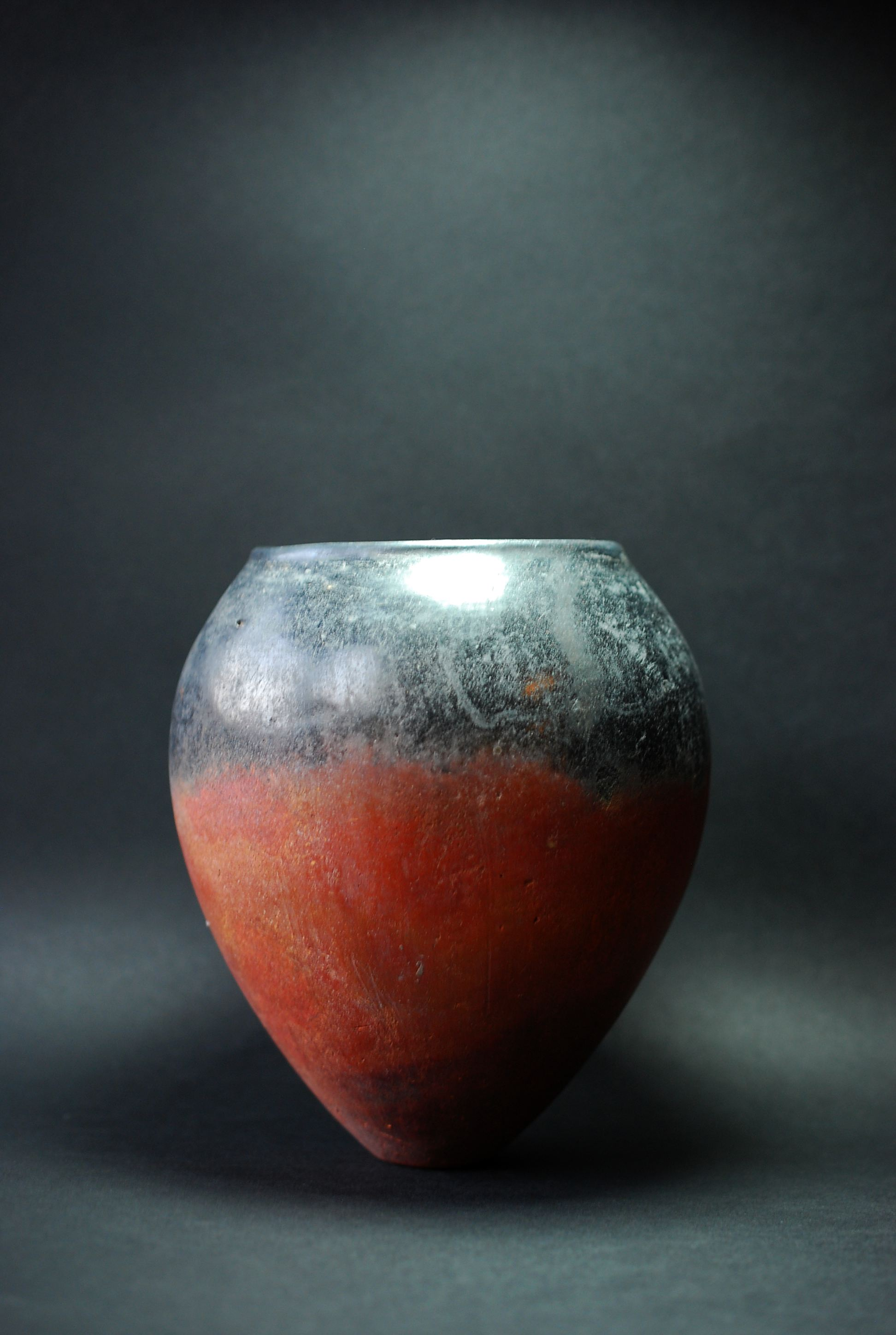
Ovale Black-topped pottery vaas met zwarte bovenkant, ca. 3800-3500 v.Chr.
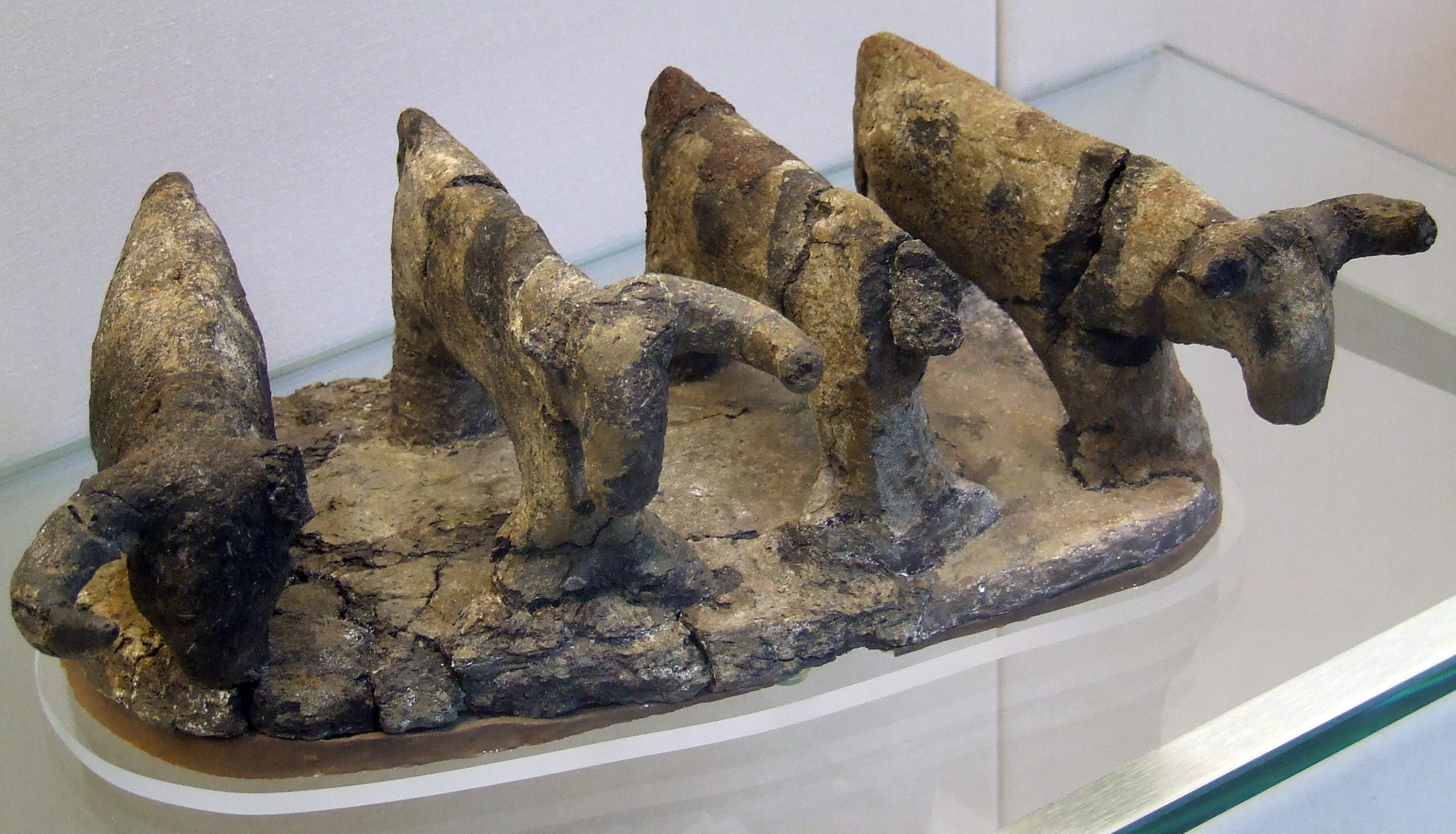
Kleimodel van vier runderen, ca. 3500 v.Chr., El-Amrah
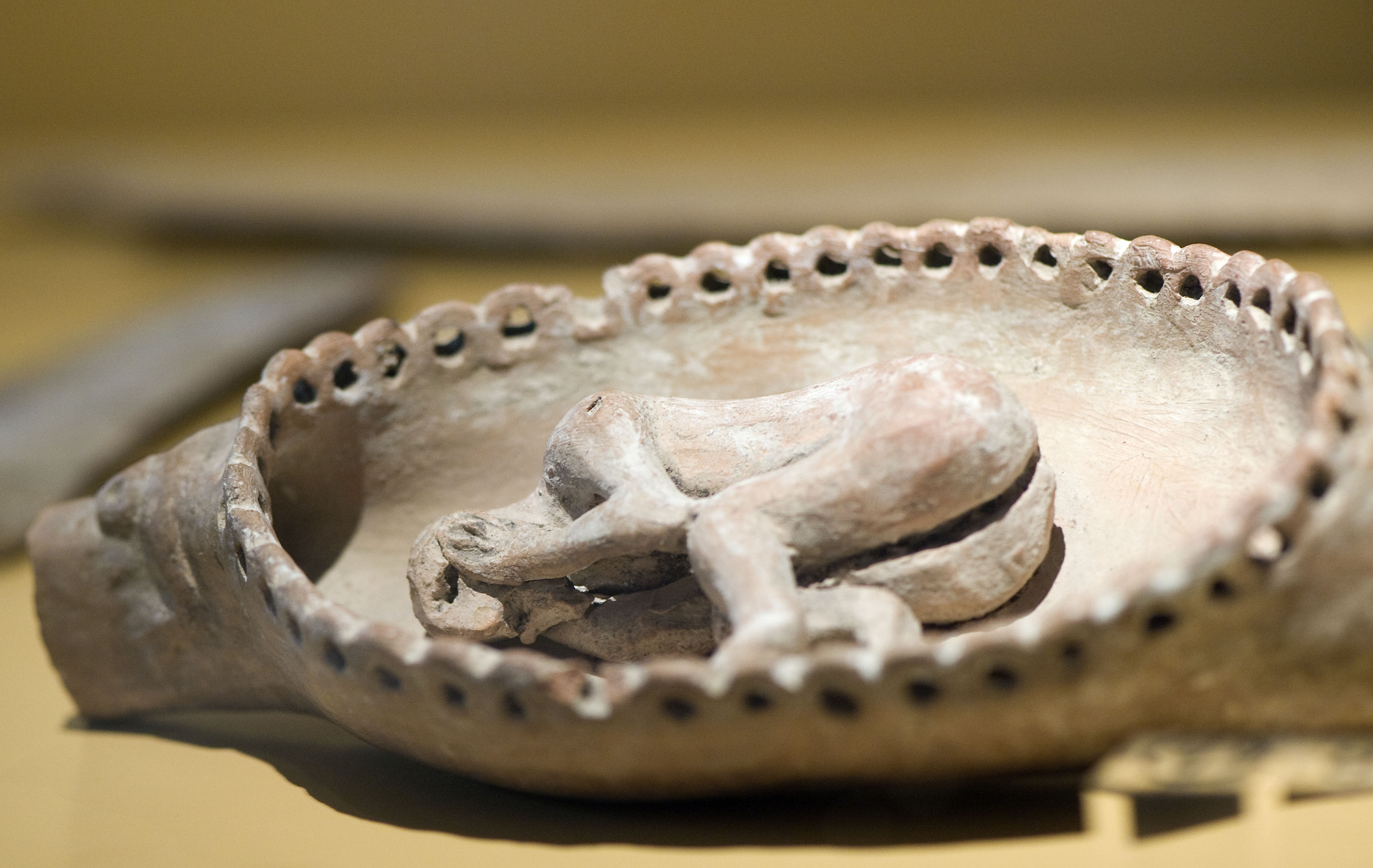
Kleifiguur, circa 4000 v.Chr. Rijksmuseum van Oudheden, Leiden
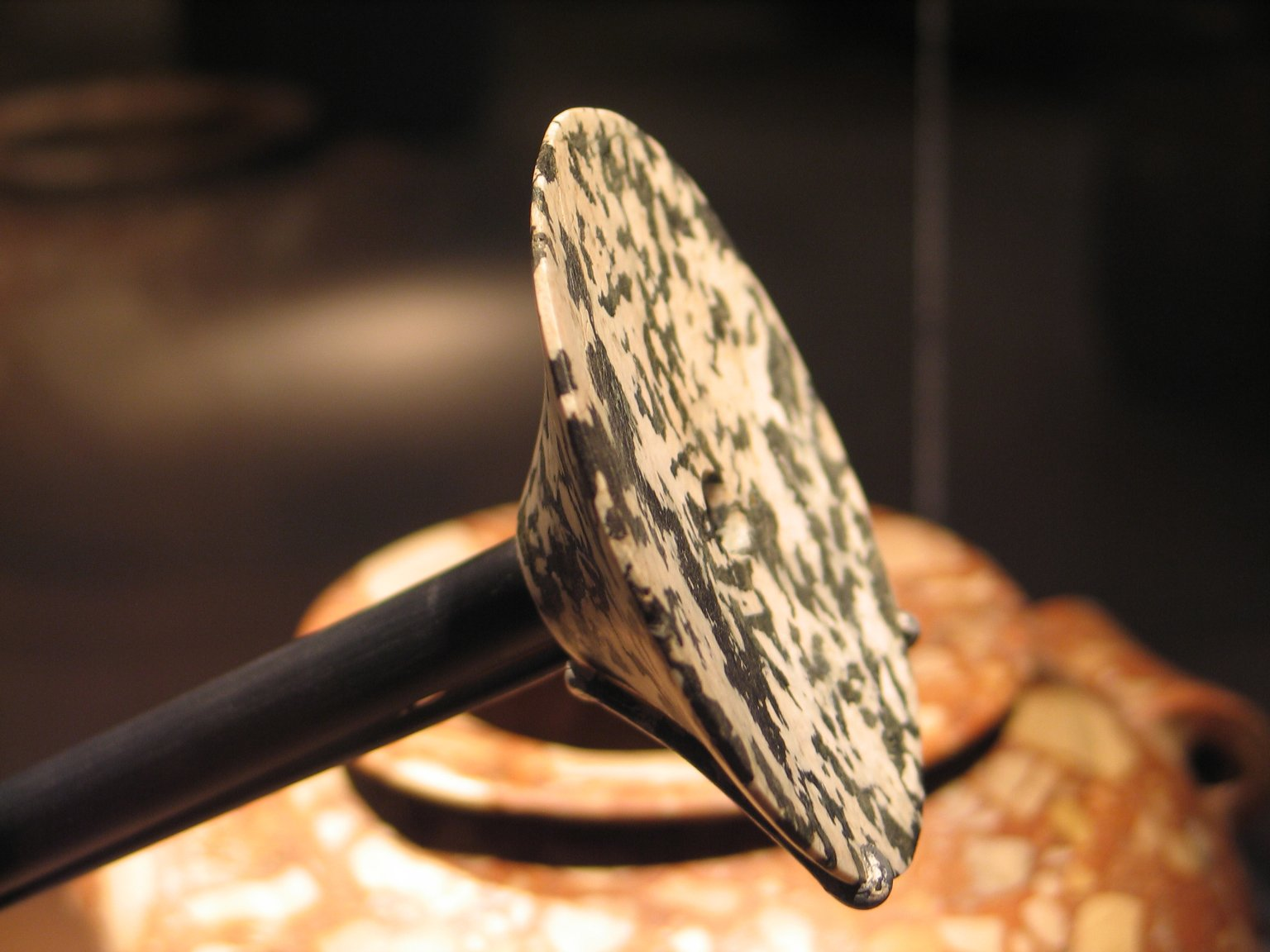
Egyptische schijfvormige knotskop, 4000-3400 v.Chr. Aan het einde van de Amratische periode werd deze vervangen door de superieure peervormige knotskop in Mesopotamische stijl, zoals te zien op het Narmerpalet.

### Vroege cosmetische paletten
Siltsteen werd voor het eerst door de voorafgaande Badaricultuur gebruikt voor cosmetische paletten. De eerste paletten die in de Badari-periode en in het Amratian werden gebruikt, waren meestal eenvoudig, ruitvormig of rechthoekig van vorm, zonder verdere decoratie. Het zoömorfe palet komt het meest voor in de Gerzeh-periode.

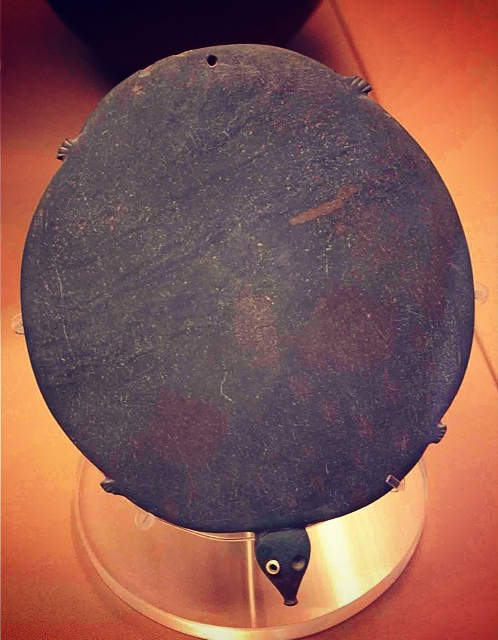
Cosmetisch palet van moddersteen in de vorm van een schildpad met ingelegde ogen van been (één ontbreekt). Amratian, 4000-3600 v.Chr. (British Museum)
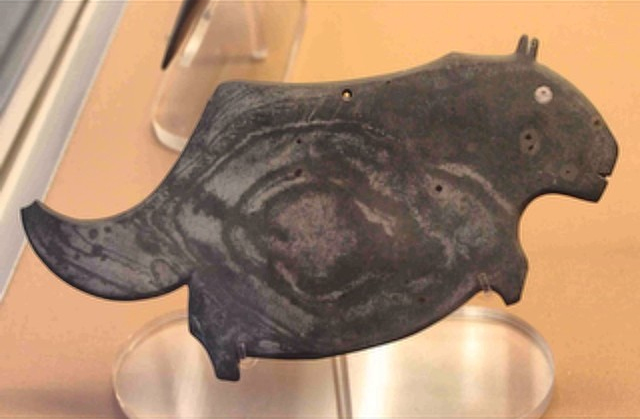
Palet van moddersteen in de vorm van een nijlpaard. Amratian, 4000-3600 v.Chr. (British Museum)
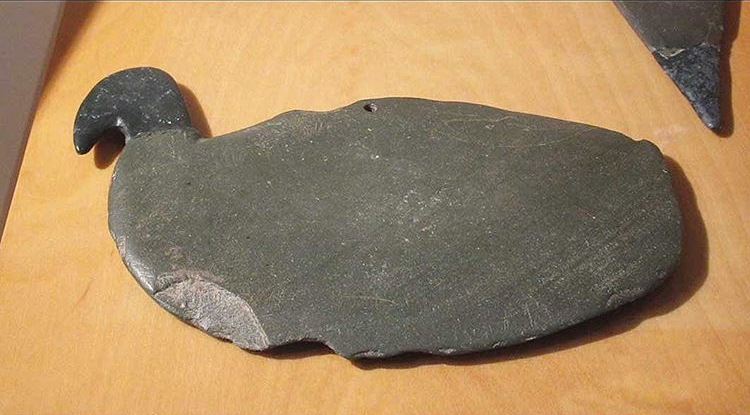
Amratian/Gerzean palet voor het blenden van cosmetica
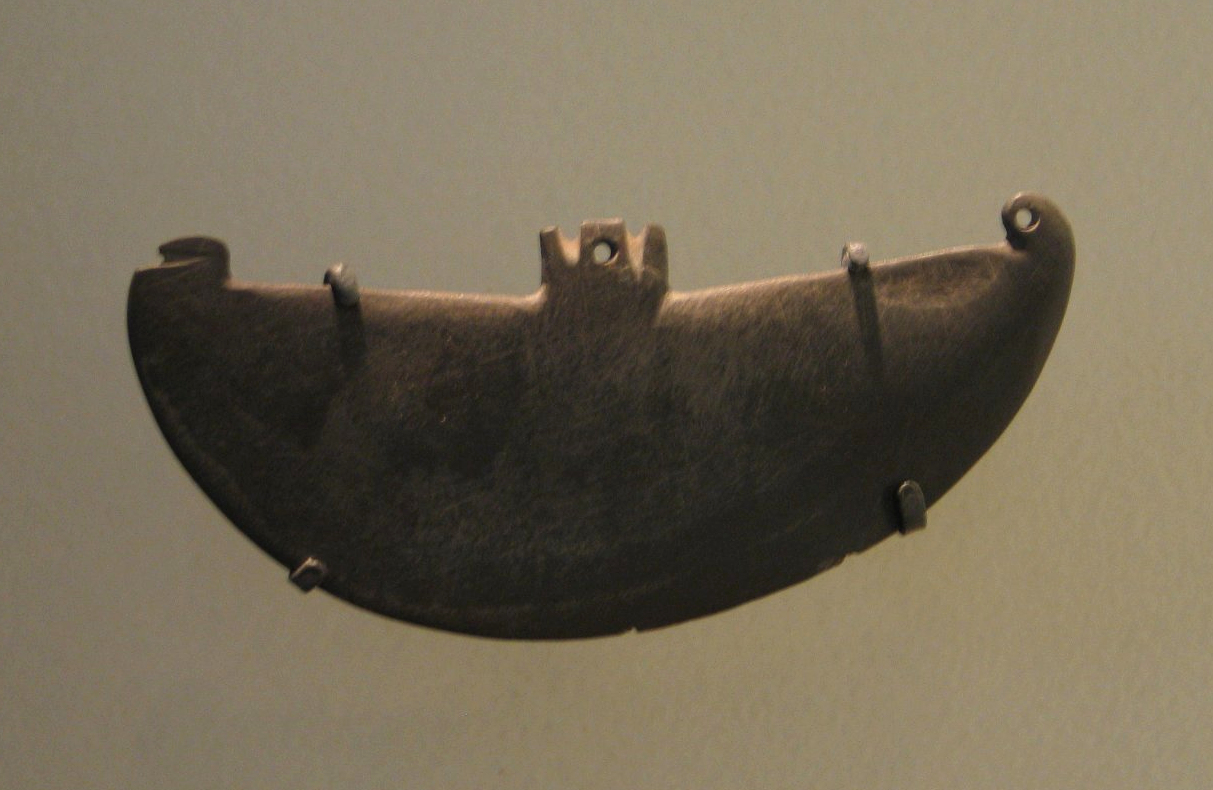
Palet in de vorm van een boot, 3700-3600 v.Chr., Amratian

### Baardfiguren
Uit het Amratian zijn veel beeldjes bekend die uit dierenslagtanden zijn gesneden. De beeldjes hebben meestal puntige baarden en sporen van haar. Ze kunnen mensen voorstellen die gekleed zijn in lange mantels. Baardmannen komen ook voor op veel andere pre-dynastieke artefacten, zoals het Gebel el-Arak-mes. De hoofdtooi van de Mesopotamische "Heer der Dieren" op het Gebel el-Arak-mes kan vergelijkbaar zijn met de torusvormige hoofdtooi die zichtbaar is op veel van de Amratian-beeldjes. 

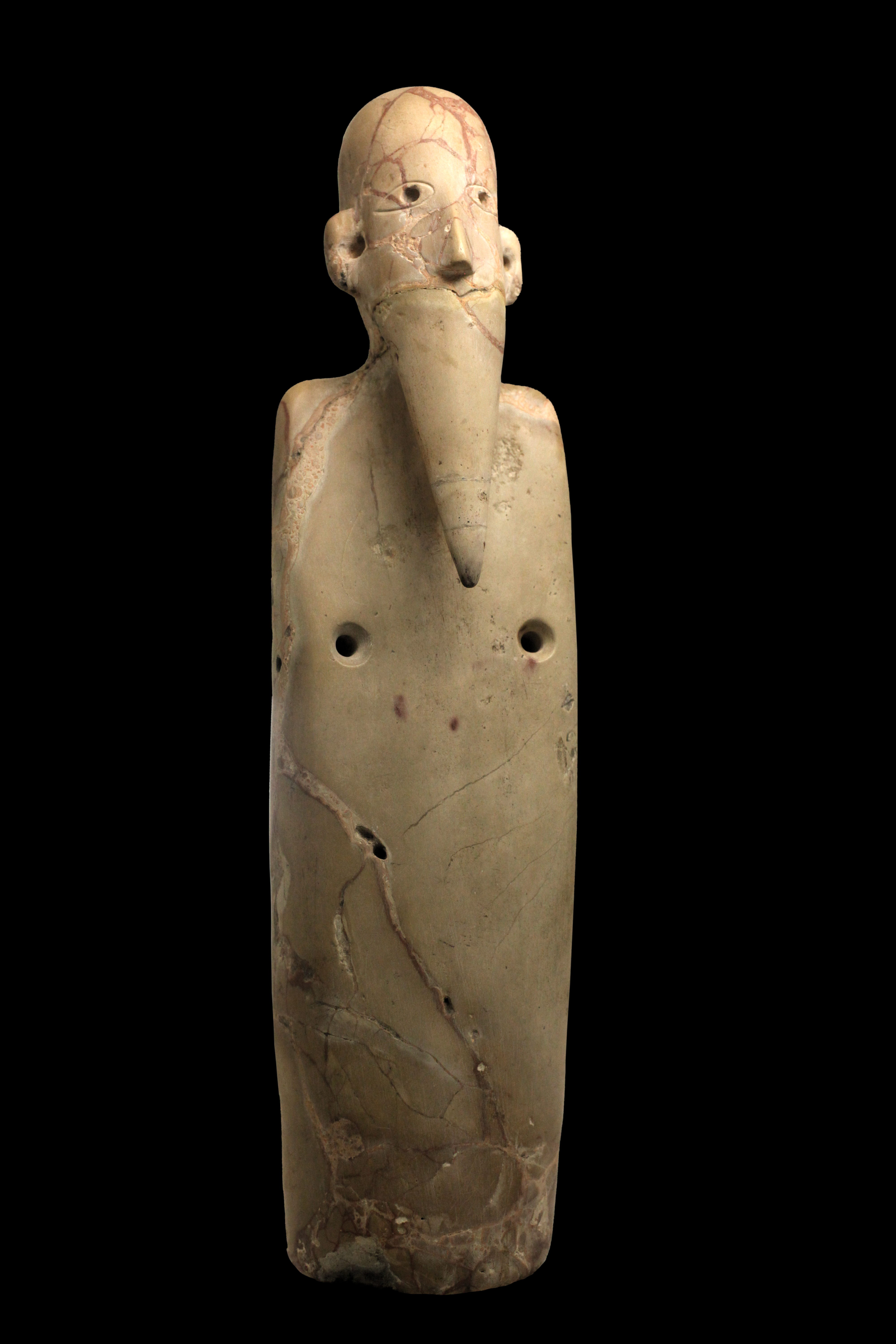
Beeldje van een bebaarde man, 3800-3500 v.Chr., uit Opper-Egypte. Musée des Confluences,Lyon, Frankrijk.
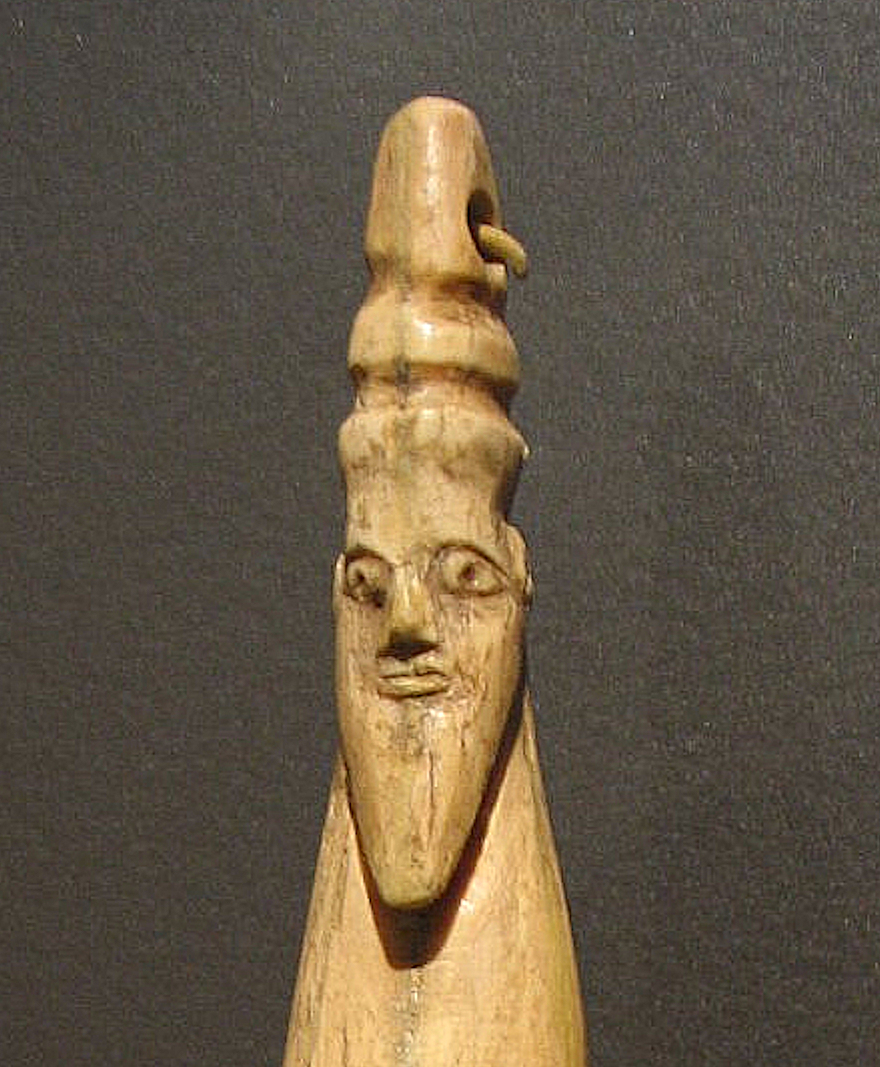
Slagtand van een nijlpaard met gebeeldhouwd hoofd van een bebaarde man met een torusachtig hoofddeksel, laat Amratian - vroeg Gerzean, 3800-3400 v.Chr. Brooklyn Museum.
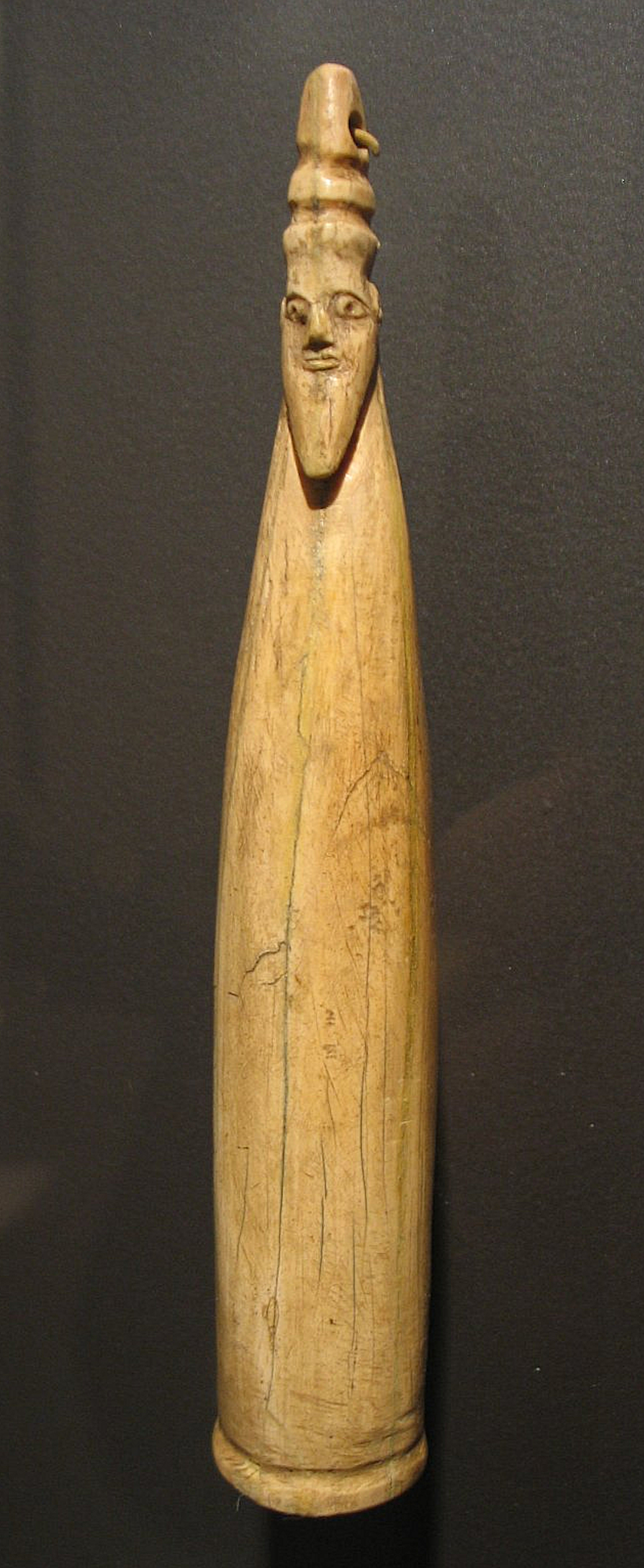
Nijlpaardslagtand met gebeeldhouwde kop, 3800-3400 v.Chr., Amratian-Gerzean
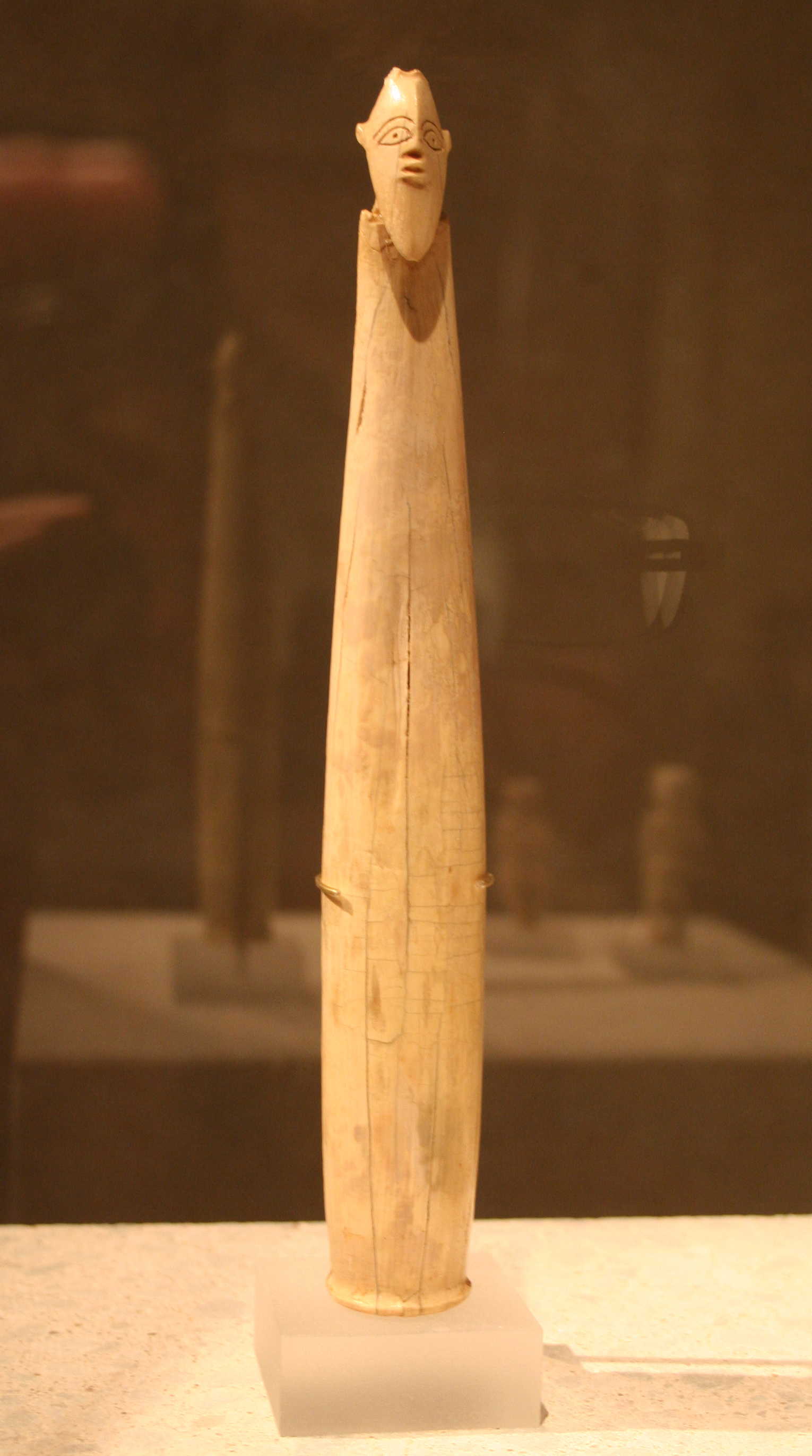
Beeldje, Ägyptisches Museum Berlin

### Andere artefacten

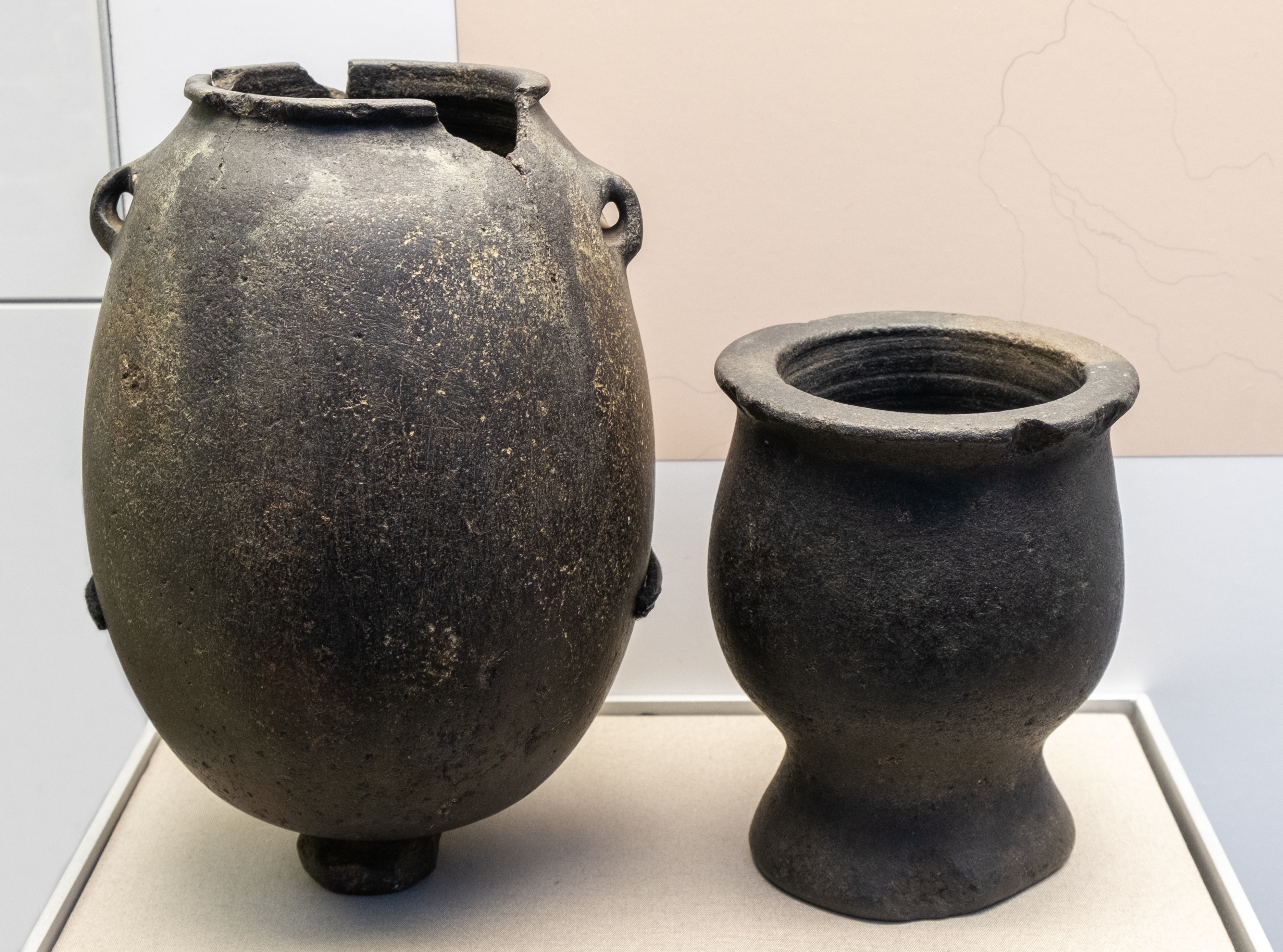
Basaltkruiken uit Beneden-Egypte in de vorm van aardewerk uit Maadi, Amratian-Gerzean, British Museum